# Красилівська вулиця (Київ)
Краси́лівська ву́лиця — вулиця в Голосіївському районі міста Києва, місцевість Голосіїв. Простягається від Ужгородського провулку до вулиці Михайла Стельмаха.

## Історія
Вулиця виникла в середині XX століття як 772-га Нова вулиця. Сучасну назву набула 1957 року на честь міста Красилів (Хмельницька область).

## Будівлі
Непарна (південно-східна) сторона Красилівської вулиці забудована дво—триповерховими приватними будинками. Парна (північно-західна) сторона вулиці забудована три—шестиповерховими будинками забудови 1950-х років. У будинках № 6 та № 8 розташовані гуртожитки Київського національного лінгвістичного університету.

## Зображення

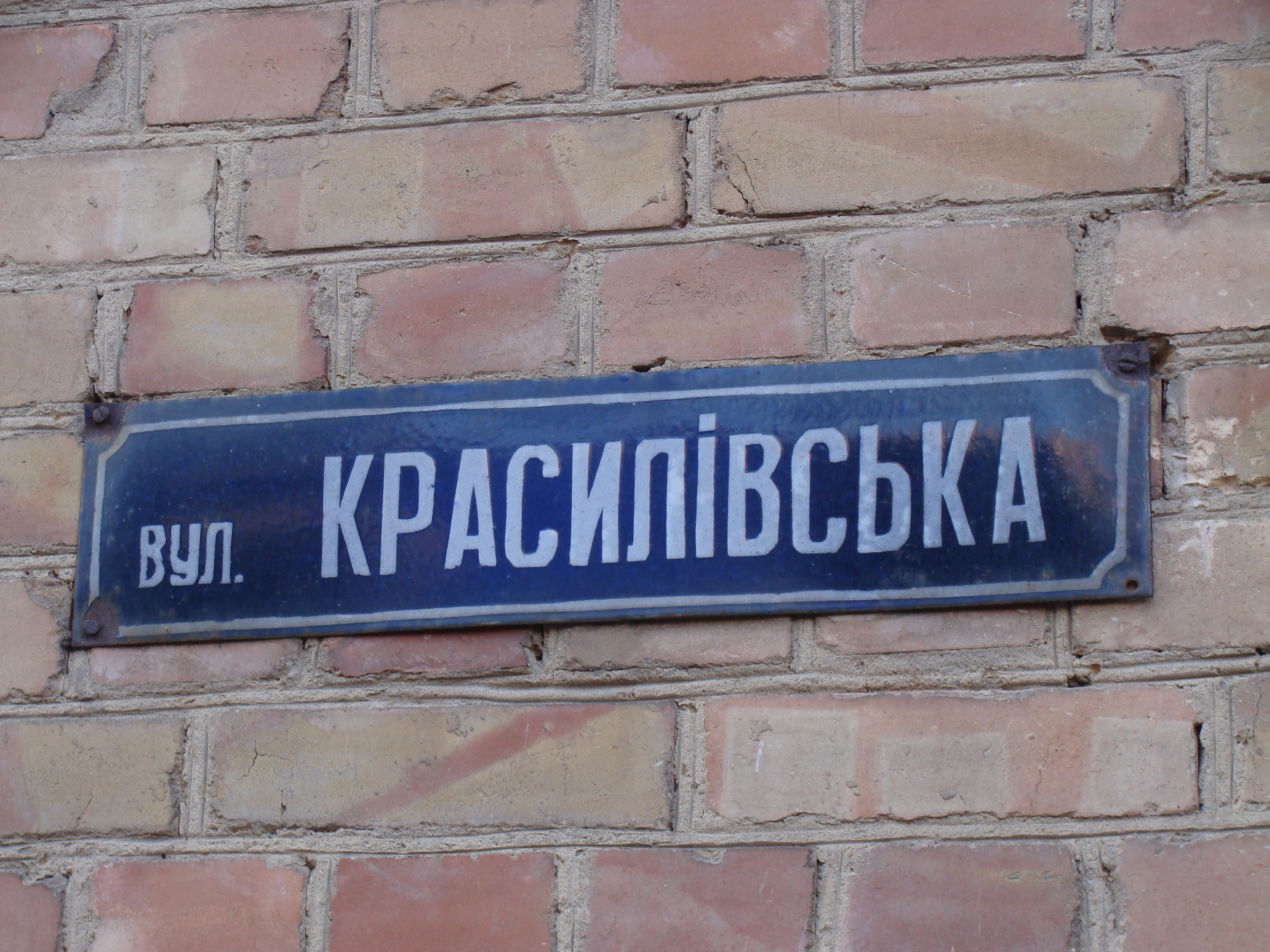
Табличка на одному із будинків
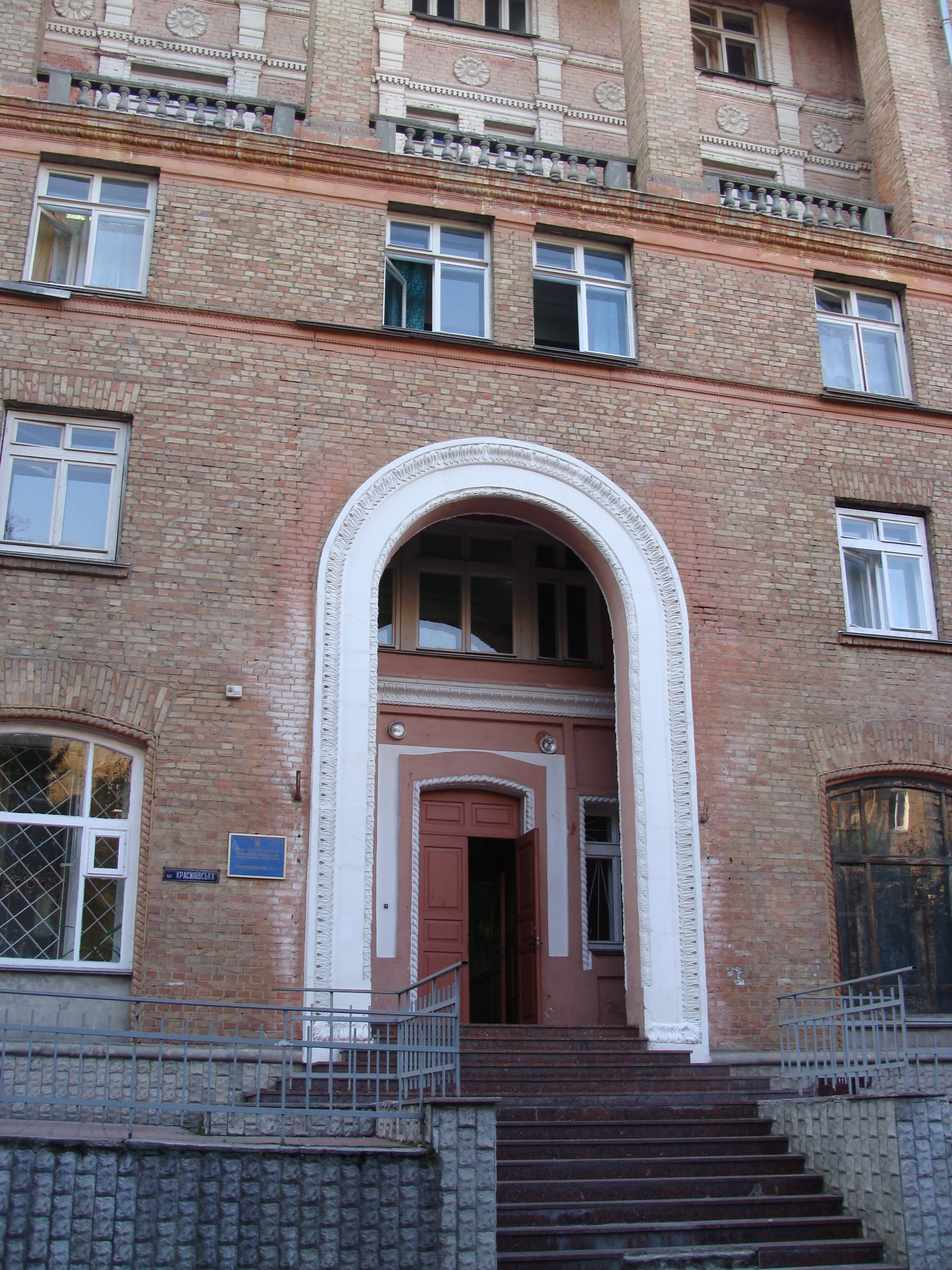
Гуртожиток № 1 Київського національного лінгвістичного університету
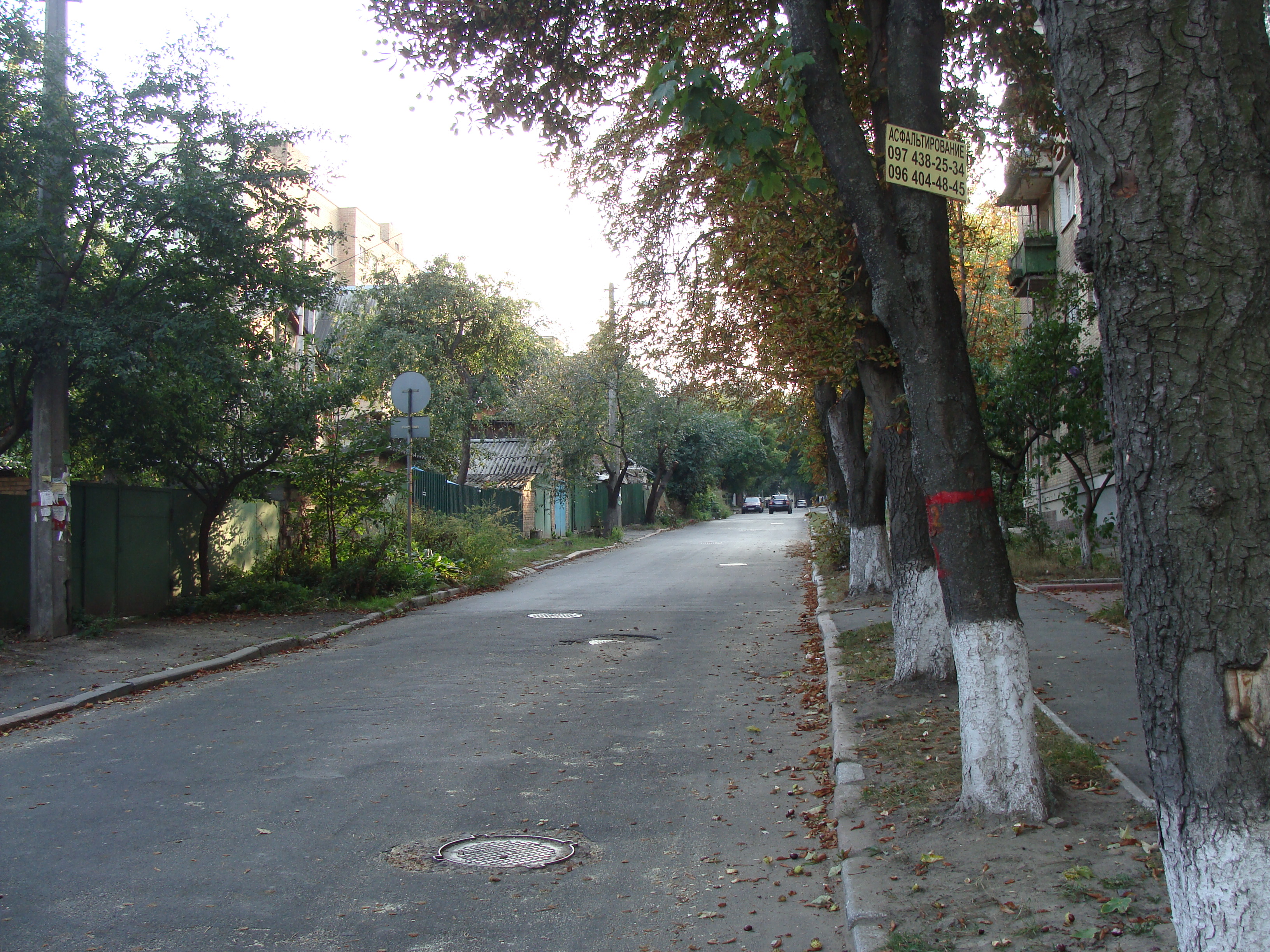
Загальний вигляд (в напрямку від початку до Ужгородського провулку)